# Avigdor Lieberman
Avigdor Levi Lieberman (Hebreeuws: אביגדור ליברמן) (Chisinau, 5 juli 1958) is een Israëlische politicus. Hij richtte Yisrael Beiteinu op, een rechts-nationalistische politieke partij en was vanaf 2009 (met een onderbreking) tot mei 2015 minister van Buitenlandse Zaken. Met ingang van eind mei 2016 werd hij minister van Defensie na het aantreden van zijn partij tot het kabinet-Netanyahu-IV. Op 14 november 2018 stapte hij op vanwege het regeringsbeleid ten aanzien van Hamas.

## Levensloop en carrière
Lieberman werd geboren in een seculier-Joodse familie in Chisinau, in het huidige Moldavië, toen deel van de Sovjet-Unie. Voordat hij in 1978 van Moldavië naar Israël emigreerde, werkte hij als tiener onder meer als uitsmijter in een nachtclub en als omroeper in Bakoe (Sovjet-Unie). 
In Israël aangekomen, ging hij in 1988 wonen in Nokdim, een in 1982 gestichte illegale Joodse nederzetting nabij Bethlehem op de Westelijke Jordaanoever. 
Haaretz beweerde in 2009 dat hij kort na zijn Alia zich aansloot tot de extreemrechtse beweging Kach. Hij diende als korporaal in het Israëlische Defensieleger (IDF). Aan de Hebreeuwse Universiteit van Jeruzalem studeerde hij internationale betrekkingen en politieke wetenschappen.
In Israël was hij medeoprichter van het Zionistisch Forum voor het Sovjet-Jodendom, een belangenorganisatie van Joodse emigranten uit de (voormalige) Sovjet-Unie.
Lieberman was werkzaam als lid van het bestuur van de corporatie voor industriële en commerciële gebouwen van Jeruzalem alsmede als secretaris van de afdeling Jeruzalem van de vakbond Histadrut Ovdim Le'umit.
Hij sloot zich aan bij de politieke partij Likoed. Van 1993 tot 1996 vervulde hij een betrekking als directeur-generaal van deze rechtse politieke partij, waarbij hij optrok met toenmalig partijleider Benjamin Netanyahu, wiens neoliberale ideeën over de economie hij deelde. Toen deze in 1996 minister-president werd, werd Lieberman directeur-generaal van diens bureau, een functie die hij tot 1997 bekleedde.
In 1999 richtte Lieberman een nieuwe politieke partij op, Yisrael Beiteinu ('Ons Huis Israël'), waarvan hij ook zelf de leider werd. Deze politieke partij wierp zich op als de vertegenwoordiger van de circa één miljoen Joodse migranten die in de jaren negentig uit de voormalige Sovjet-Unie Israël zijn binnengekomen; tevens geldt de partij als populair in de joodse kolonistenbeweging. Zijn grootste concurrent was de tevens op Russisch sprekende Joden gerichte Jisrael Ba-Aliyah.
In mei 1999 werd hij voor deze partij in het parlement de Knesset verkozen (en in januari 2003 werd hij herkozen). 
Op 24 september 2001 gaf Lieberman tijdens een zitting van de Jeruzalemse districtsrechtbank toe dat hij in december 1999 een twaalfjarige jongen uit de (Internationaal rechtelijk illegale) nederzetting Tekoa had aangevallen omdat deze zijn zoon had geslagen (in de nederzetting Nokdim). Zijn zoon had hem verteld door drie jongens te zijn aangevallen. Lieberman wist een van hen op te sporen en had hem in het gezicht geslagen. Hierna had hij de gewonde jongen vastgegrepen en naar zijn huis in Tekoa gebracht en hem gedreigd dat hij hem weer zou slaan mocht hij naar Nokdim terugkomen. Lieberman werd veroordeeld en moest de jongen ten slotte 10.000 NIS (ongeveer 2500 euro) betalen en daarbovenop kreeg hij nog een boete van 7.500 NIS.
Maart 2003 verliet hij het parlement om er in april 2006 weer terug te keren. Naast zijn parlementaire activiteiten was hij redacteur van de krant Joman Jisraeli, minister van nationale infrastructuur van maart 2001 tot maart 2002 in de 29e regering van Israël, minister van transport van februari 2004 tot juni 2006 in de 30e regering van Israël en minister van strategische zaken alsook vicepremier van oktober 2006 tot januari 2008 in de 31e regering van Israël.
Lieberman was tot eind mei 2016 lid van de Knesset, het Israëlische parlement, en van oktober 2006 tot januari 2008 minister van Strategische Zaken en vicepremier in het kabinet-Olmert onder leiding van premier Ehud Olmert. Vanaf 31 maart 2009 was hij minister van Buitenlandse Zaken in het kabinet Netanyahu-II onder leiding van premier Benjamin Netanyahu. Op 18 december 2012 trad hij af naar aanleiding van beschuldigingen van fraude en misbruik van vertrouwen. In november 2013 werd hij op alle aanklachten vrijgesproken en nam hij de post van minister van Buitenlandse Zaken weer op zich, ditmaal in het kabinet-Netanyahu III.
In 2009 werd Lieberman door het tijdschrift Time opgenomen in de lijst van de 100 meest invloedrijke mensen ter wereld.
Op 24 mei 2010 beval de Israëlische politie dat Lieberman aangeklaagd zou worden voor schending van vertrouwen aangaande het vermoeden dat hij vertrouwelijke informatie ontvangen zou hebben met betrekking tot een lopend crimineel onderzoek naar zijn persoon. Op 13 april 2011 kondigde het Openbaar Ministerie aan Lieberman inderdaad te gaan vervolgen voor fraude, witwassen van gelden, schending van vertrouwen en het beïnvloeden van getuigen.
Op 6 november 2013 sprak de rechtbank Lieberman op alle aanklachten vrij. Vier dagen later besloot het kabinet-Netanyahu III om Lieberman weer als minister van Buitenlandse Zaken te installeren.
Op 6 mei 2015, toen de coalitiebesprekingen voor het kabinet-Netanyahu IV nog in gang waren, legde hij zijn ministerschap neer. Zijn partij wilde namelijk niet in de vierde coalitie van Netanyahu gaan zitten, onder andere omdat de Likoed volgens hem te veel concessies aan Shas en het Verenigd Thora-Jodendom had gedaan.
In mei 2016 trad Yisrael Beiteinu alsnog tot het vierde kabinet-Netanyahu toe en werd Lieberman op 30 mei minister van Defensie. Zijn benoeming ging niet zonder slag of stoot, zowel leden van de oppositie alsook van de coalitie voerden bedenkingen aan. Van laatstgenoemden lagen Kulanu-leider Moshe Kahlon en Het Joodse Huis-leider Naftali Bennett dwars en trad minister van Milieubescherming Avi Gabai (Likoed) zelfs vanwege hem af. Ook het buitenland reageerde negatief op het bericht dat Lieberman de nieuwe minister van Defensie zou worden.
Op 14 november 2018 trad Lieberman af omdat hij het niet eens is met het bestand tussen Hamas en Israël. Daarbij trok zijn partij zich terug uit de coalitie, waardoor de regering niet langer op een meerderheid in de Knesset kon rekenen.

### Politieke standpunten
Lieberman pleitte in 2002, nadat twee jaar daarvoor de Tweede Intifada was uitgebroken en er meerdere aanslagen tegen Israëlische doelen waren gepleegd, voor hard optreden tegen de Palestijnen door te opperen dat alle belangrijke gebouwen in de Palestijnse Autoriteit met de grond gelijk gemaakt zouden moeten worden.
Na een plan van Ariel Sharon in 2003 om 350 Palestijnse gevangenen amnestie te verlenen beweerde hij dat "het beter zou zijn als ze ter dood werden gebracht door verdrinking in de Dode Zee, omdat het de dieptepunt van de wereld is."
In mei 2004 kwam hij met een landruil-plan waarbij de voornamelijk door Arabieren bewoonde plaatsen in Israël bij de Westelijke Jordaanoever zouden worden gevoegd (inclusief het overgrote deel van Oost-Jeruzalem) voor een te stichten Palestijnse staat, terwijl Israëlische nederzettingen en strategisch geachte punten op de Jordaanoever dan bij Israël gevoegd zouden moeten worden. Het programma beoogde daarmee de Joodse en Arabisch-Palestijnse bevolking te scheiden. Ook introduceerde Lieberman een "loyaliteitsverklaring": Inwoners van Israël die geen volledige trouw aan de staat Israël betuigden zouden hun staatsburgerschap en daarmee hun actief en passief stemrecht moeten verliezen, alhoewel zij wel een permanente verblijfstatus behouden. De toenmalige Israëlische minister-president Ariel Sharon distantieerde zich van één punt in dit plan, namelijk om de Arabische Israëliërs uit Israël naar de Palestijnse gebieden over te brengen, en verklaarde: "Wij beschouwen de Israëlische Arabieren als een deel van Israël".
In 2006 zei hij dat alle Arabische parlementsleden van de Knesset die banden met Hamas hebben als collaborateurs ter dood dienen te worden gebracht.
Op 18 januari 2008 stapte Lieberman samen met de enige andere minister van Yisrael Beiteinu - Jitschak Aharonovitch - uit de regering van premier Ehud Olmert omdat hij zich niet kon vinden in de aangeknoopte vredesbesprekingen met Mahmoud Abbas, de president van de Palestijnse Autoriteit. Tevens stapte zijn partij uit de coalitie. Naar de mening van Lieberman hebben deze onderhandelingen een zo vergaande reikwijdte, dat ze voor hem en zijn partij ononderhandelbare "kernpunten" raken.
Tijdens de verkiezingen in 2009 werd zijn achtergrond bij Yisrael Beiteinu duidelijk. Bekend was geworden dat hij officieel lid was geweest van de verboden extreemrechts radicale beweging Kach.
Lieberman verdedigt huizenbouw door en vestiging van Israëlische kolonisten in het in meerderheid Arabische Oost-Jeruzalem en noemt de kritiek daarop "onredelijk en discriminerend". Zijn argument daarvoor is dat volgens hem in Jeruzalem mensen van elk geloof waar ze maar willen moeten kunnen bouwen en bezit moeten kunnen kopen.
In juli 2014 pleitte hij voor de herbezetting van de Gazastrook om een eind te maken aan de rakettenregen van daaruit te maken, maar wilde geen nieuwe nederzettingen in de Gazastrook. Op 4 augustus 2014, de 28e dag van Operatie Protective Edge in de Gazastrook, opperde Lieberman in de Knesset de mogelijkheid dat de Verenigde Naties de Gazastrook zou overnemen.
Hij is een voorstander van de doodstraf.

## Persoonlijk
Avigdor Lieberman is getrouwd en heeft drie kinderen. Hij is woonachtig in de Israëlische nederzetting Nokdim op de Westelijke Jordaanoever. Hij is vaardig in vijf talen: Hebreeuws, Jiddisch, Russisch, Engels en de Moldavische variant van het Roemeens.